# 코로나19 범유행이 환경에 미치는 영향

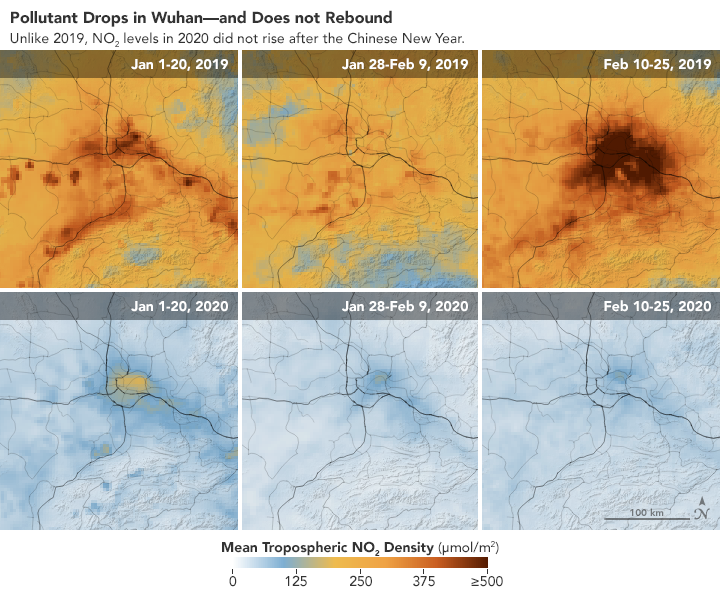
NASA 지구 천문대의 이미지는 2019년 초 (위)와 2020년 초 (아래)의 NO _{2} 수준을 비교할 때 우한의 오염이 급격히 감소한 것을 보여준다.

신종 코로나 바이러스 대유행으로 인한 세계적인 혼란은 환경과 기후에 막대한 영향을 미치고 있다. 계획 여행의 많은 감소와 같은 현대인 활동의 세계적인 감소는 인위적인 것이며, 많은 지역에서 대기오염이나 수질오염의 큰 감소를 촉발하고 있다. 한 지구시스템 과학자는 중국에서 록다운 등의 조치로 탄소배출량이 25% 감소하고 질소산화물 배출량이 50% 감소해 2개월 동안 적어도 77,000명의 목숨을 구한 것으로 추정하고 있다. 환경의 기타 긍정적인 영향은 지속 가능한 에너지 이행을 위한 구조·시스템의 투자와, EU의 7개년 예산안, EU 지출의 25%를 확보하려는 7500억 유로의 재생계획인 '차세대 EU' 등의 환경보호에 관한 기타 목표를 들 수 있다. 그러나 이번 사태는 아마존 열대 우림과 아프리카 밀렵 등 불법행위에 동원되고 있으며, 환경외교 활동에 방해가 되어 녹색에너지 기술에 대한 투자가 늦어질 것으로 예상되는 경제적 영향을 초래하기도 하였다.

## 배경
2020년까지 산업화 시대가 시작된 이후 생산된 온실 가스 양의 증가로 인해 지구 평균 기온이 상승하여 빙하가 녹고 해수면이 상승하는 등의 영향을 미쳤다. 이렇듯 인간 활동은 다양한 형태로 인위적으로 환경 파괴를 일으켰다.
신형 코로나 바이러스 19의 대유행 이전, 보건 당국에 권장되어야 할 대책으로는 검역 및 사회적 거리가 포함되어 있었다.
독립적으로 COVID-19 전염병 이전에도 연구원들은 경제 활동 감소가 지구 온난화와 대기 및 해양 오염을 줄이는 데 도움이 되어 환경이 서서히 번성할 수 있다고 주장했다. 이 효과는 14세기 유라시아와 16-17세기 북미 및 남미의 과거 유행병 이후에 관찰되었다.
연구원과 관리들은 또한 COVID-19 복구 전략의 일부를 형성하기 위해 생물 다양성 보호를 요청했다.

## 공기질

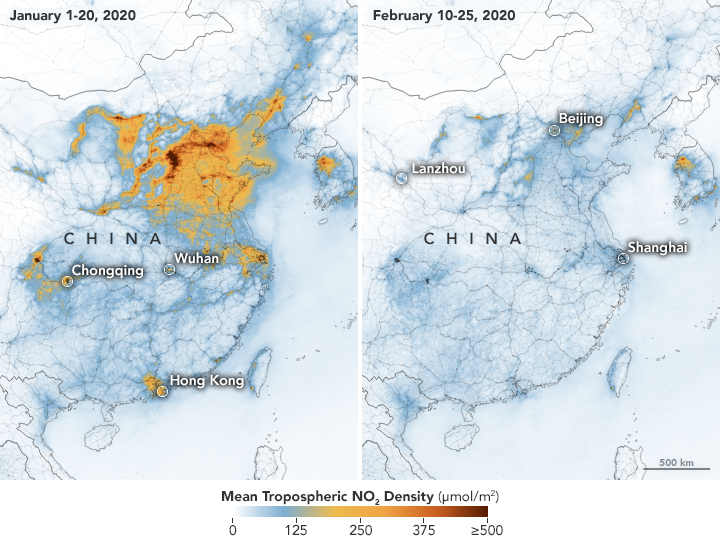
TROPOMI 데이터는 2020년 초 중국의 이산화질소 수준을 보여준다. 지구 천문대 이미지.